# La entrega de llaves a San Pedro (Donatello)

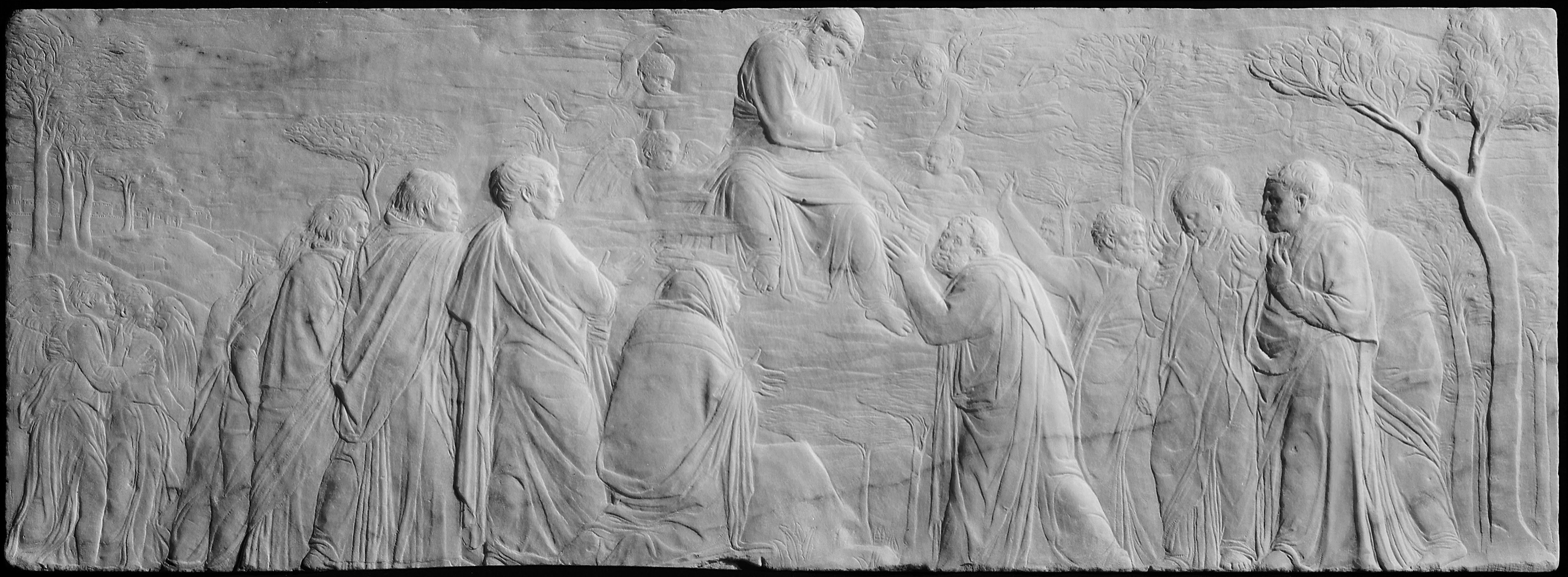
La entrega de las llaves a Pedro.

La Entrega de las llaves a San Pedro es un relieve escultórico de mármol en estilo stiacciato de Donatello, que data de los años 1430 y ahora se conserva en el Victoria and Albert Museum de Londres. El trabajo tiene una forma rectangular y mide 41 x 114 cm.

## Historia
No se conoce la colocación originaria del relieve, que fue documentado en 1492 en el inventario del Palacio Medici Riccardi a la muerte de Lorenzo el Magnífico  y en 1591 se encontraba en el palacio Salviati de Florencia. 
Presenta un proyecto algo inusual y muy posiblemente pertenece a una serie de obras para la devoción privada talladas en esos años, pero es muy probable que fuera para la decoración del altar original de la Capilla Brancacci o se hiciese como base del nincho de san Pedro en Orsanmichele. 

## Descripción
El centro de la escena muestra la figura de Cristo, que está ascendiendo, rodeado de los apóstoles dispuestos en un semicírculo y  la Virgen de rodillas, entre los ángeles y querubines. A los pies se encuentra Pedro que tiende una mano para recibir las llaves del Paraíso.
La riqueza del detalle, desde los árboles a la intemperie atmosférica del cielo, crea una vibrante superficie  que confiere los rasgos dramáticos de la escena. 
El marco del quattrocento, si no original, es probablemente el que se indica en el inventario de 1492.